# Talkhamt
Talkhamt (orthographié aussi Talkhempt) est une commune de la wilaya de Batna en Algérie.

## Géographie

### Situation
Le territoire de la commune de Talkhamt est situé au nord de la wilaya de Batna.
| ? wilaya de Sétif | Ouled Sellam | Ksar Bellezma |
| Rahbat            | Talkhamt     | Ksar Bellezma |
| Ouled Si Slimane  | Lemsane      | Merouana      |

### Localités de la commune
La commune de Talkhamt est composée de 8 localités.
- Aïn Afahssi
- Bouyakhligène
- Chebet Sid
- Hedjazet Andi
- Naama
- Oum Drous
- Sfassaf
- Talkhempt Centre (M'Sara)